# Pays
Pays (wym. [pɛi]) – zgrupowanie gmin lub związków gmin we Francji, którego celem jest realizacja wspólnych projektów rozwojowych na danym obszarze. Innym ważnym celem jest pogłębienie współpracy i solidarności między obszarami wiejskimi oraz małymi i średnimi miastami. Idea pays pojawiła się jako kolejny etap decentralizacji państwa, jednocześnie ma stanowić środek zaradczy na słabość francuskich, bardzo małych gmin. Ocenia się, że powstanie ich około 500-600.

## Powstanie
Inicjatywa utworzenia pays ma być oddolna i należy do władz lokalnych. Powinny one w tym celu porozumieć się z innymi lokalnymi działaczami społecznymi, kulturalnymi, ekonomicznymi, itp. Pays nie może obejmować przypadkowych jednostek, ale ma stanowić terytorium charakteryzujące się spójnością geograficzną, ekonomiczną, kulturalną i społeczną. Tylko po spełnieniu tych warunków władze centralne mogą wyrazić zgodę na jego powstanie.
Pays nie są nową jednostką podziału administracyjnego – wprost przeciwnie, mogą one nawet obejmować gminy zlokalizowane w dwóch różnych departamentach, czy nawet regionach. Powołanie pays stanowi kontynuację polityki zwanej intercommunalité, czyli popierania związków gminnych w celu poprawienia funkcjonowania małych i niewydolnych gmin.

## Funkcjonowanie
Pays funkcjonują na podstawie przepisów z 1995 r. (ustawa z dnia 4 lutego 1995 r. o orientacji w zakresie planowania i zagospodarowania przestrzennego), znowelizowanych w 1999 r. (ustawa z dnia 25 czerwca 1999 r. o orientacji w zakresie planowania i zrównoważonego rozwoju terytorium). Główny nacisk położony jest na lokalne inicjatywy, które przedstawiają projekty do realizacji, finansowane później poprzez kontrakty.
Struktura organizacyjna pays wygląda następująco:
- na czele stoi rada ds. rozwoju (fr. Conseil de développement), w skład której wchodzą przedstawiciele lokalnych władz oraz organizacji gospodarczych, społecznych, kulturalnych z danego obszaru. Jest to organ refleksyjny, który poddaje pomysły dotyczące rozwoju pays, wydaje opinie, obserwuje wykonanie projektów;
- karta pays (fr. Charte de Pays) stanowi dokument, który przedstawia główne cele polityki rozwoju regionalnego na tym obszarze;
- kontrakt pays (fr. Contrat de Pays) to dokument podpisany przez pays oraz departament, region lub władze centralne, dotyczący finansowania i realizacji konkretnych projektów.

## Znaczenie historyczne
Słowo "pays" po francusku oznacza "kraj" i, podobnie jak w języku polskim, słowo to może odnosić się do kraju-regionu, jak i do kraju-państwa. Podobna dwuznaczność istnieje także w innych językach (zobacz: kraj związkowy, stan). Termin ten używany był już wcześniej dla określenia niewielkich regionów historycznych, które kształtowały się już od czasów karolińskich. Wówczas to nosił on łacińską nazwę pagus i stanowił obszar, nad którym władzę stanowili średniowieczni hrabiowie. Większość współczesnych pays pokrywa się z dawnymi hrabstwami.
Swoim zasięgiem, oparciem historycznym oraz niektórymi funkcjami przypominają one polskie powiaty.